# اسیف المال
اسیف المال (به فرانسوی: Assif El Mal) یک منطقهٔ مسکونی در مراکش است که در استان شیشاوه واقع شده‌است. اسیف المال ۶٬۷۳۹ نفر جمعیت دارد.